# Азербайджанський балет
Азербайджанський балет (азерб. Azərbaycan baleti) — балетна культура азербайджанського народу.

## Історія
Перший азербайджанський балет «Дівоча вежа» складений Афрасіябом Бадалбейлі 1940 на замовлення комуністів. Крім музики, композитор написав також перше лібрето. Балет пропагувався як «перший балет на мусульманському Сході».
1950 на сцені Азербайджанського театру опери і балету імені Ахундова поставлений другий національний балет «Ґюльшен» С. Ґаджибекова.
Азербайджанський балет став відомий завдяки двом балетів Кари Караєва: «Сім красунь» (Yeddi Gözəl, 1952) і «Стежкою грому» (İldırımlı yollarla, 1958).
Такі танцюристи як Ґамер Алмасзаде і її учениця Лейла Векілова, а також народні артистки Азербайджану Чімназ Бабаєва і Рафіга Ахундова зробили значний внесок у азербайджанський балет.
1969 артисти Азербайджанського Державного театру опери та балету нагороджені дипломом Академії Танцю Парижі на Міжнародному фестивалі танцю, що відбувся у Парижі. 
2010 Азербайджанський державний академічний театр опери і балету відзначив свій 100-річний ювілей. 
13 жовтня 2014 балет Караєва "Сім красунь" представлений у США в Сан-Дієго, штат Каліфорнія. 